# Зграда Старе гимназије у Свилајнцу
Зграда Старе гимназије у Свилајнцу преставља непокретно културно добро као споменик културе.
Зграда Старе гимназије подигнута је у периоду од 1875. до 1877. године за потребе основне школе, али је одмах након отварања уступљена гимназијској реалчици. Као Виша гимназија почиње да ради након дозиђивања 1935. године. 
Саграђена је од камена и опеке са дрвеном међуспратном конструкцијом. Правоугаоне је основе и састоји се од приземља и спрата. Улаз је смештен по средини бочне стране и кроз њега се ступа у средишњи подужни хол, из кога се улази у учионице. По средини ходника налази се двокрако степениште које води на спрат. Просторна организација спрата је иста као и на приземљу. Кров је четвороводан и покривен бибер црепом.